# Mahatma-Gandhi-Statue

Mahatma-Gandhi-Statue, 2023

Die Mahatma-Gandhi-Statue ist eine Mohandas Karamchand Gandhi darstellende Statue in San Francisco, Kalifornien.

## Lage
Die Statue steht im Hafen von San Francisco auf der Ferry Plaza, seeseitig südöstlich des Ferry Buildings.

## Gestaltung und Geschichte
Geschaffen wurde die 1988 aufgestellte, 2,40 Meter hohe Bronzestatue von den Bildhauern Zlatko Paunov und Steven Lowe. Sie stellt den indischen Politiker Gandhi mit Brille in einer für ihn typischen, laufenden Pose dar. Die linke Hand ist erhoben, in der rechten Hand hält er einen Wanderstock. Die Statue befindet sich auf einem Block, der seinerseits auf einem zweistufigen Sockel steht. An der Südostseite des Blocks ist eine Gedenktafel in englischer Sprache angebracht. Die Statue war ein Geschenk der Gandhi Memorial International Foundation. Eingeweiht wurde die Statue am 3. Oktober 1988 durch den Bürgermeister von San Francisco, Art Agnos. Eine ähnliche, ebenfalls Gandhi darstellende, von den beiden Bildhauern geschaffene Statue wurde 1990 in Honolulu enthüllt.
Das Denkmal soll das Prinzip der Gewaltlosigkeit fördern. Die Aufstellung nahe am Wasser erfolgte, um an Gandhis Salzmarsch zu erinnern, der bis an die Küste des Arabischen Meers führte.
Die Statue war wiederholt Ziel von Vandalismus. Häufig geht die Brille verloren, so dass die mit der Pflege und Wartung befasste City’s Arts Commission Ersatzbrillen bereithält. Die Kosten einer Ersatzbrille wurden 2009 mit 1100 US-Dollar angegeben. 2019 gingen Bilder der Statue viral, als jemand an die Stellen der Augen Gandhis rote Lichter platziert hatte und Gandhi so in der Nacht eine Art Laserblick erhielt. Auch der Gehstock wurde schon zerbrochen und in Teilen entfernt.
Im Jahr 2010 demonstrierte eine Gruppe Organization for Minorities of India (deutsch Organisation für die Minderheiten Indiens) gegen die Statue und forderte, letztlich erfolglos, die Entfernung. Sie warfen Gandhi Rassismus vor.